# کیوکا گوشیما
کیوکا گوشیما (انگلیسی: Kyoka Goshima؛ زادهٔ ۱۵ ژانویهٔ ۱۹۹۷) بازیکن فوتبال اهل ژاپن است.